# أليس ن. برسنز
أليس ن. برسنز (بالإنجليزية: Alice N. Persons)‏ (23 أبريل 1952)؛ كاتِبة وشاعرة أمريكية.